# Brachygastra mellifica
Brachygastra mellifica, más comúnmente conocida como la avispa mexicana de la miel, es una avispa social neotropical. Se puede encontrar tanto en América del Norte como en América del Sur. 
B. mellifica es una de las pocas especies de avispas que produce miel. También se considera un manjar en algunas culturas en México. Se piensa que esta avispa pueda ser útil para los humanos como control de plagas y como polinizador de aguacates.

## Taxonomía y filogenia
Las especies que componen el género Brachygastra son avispas sociales neotropicales. Este género es conocido por su escutelo muy alto que a menudo se proyecta sobre el metatórax. B. mellifica es muy similar en morfología a B. lecheguana, pero difiere en su distribución geográfica.

## Distribución y hábitat
B. mellifica se puede encontrar desde el norte de Panamá, la mayor parte de América Central subtropical y México, llegando al sur de Estados Unidos, del sureste de Arizona a los condados más al sur de Texas. B. mellifica construye su nido en el dosel de los arbustos o árboles, a menudo de 1 a 9 m sobre el suelo. A menudo se informa que los nidos se encuentran en entornos suburbanos cercanos al ser humano. Están bien cubiertos en el follaje por el que están construidos. Estos nidos pueden verse amenazados por el desarrollo urbano, como ocurre en Texas.